# Santoyo (Palencia)
Santoyo ist ein nordspanisches Dorf und Hauptort einer Gemeinde (municipio) mit 192 Einwohnern (Stand: 2024) in der Provinz Palencia in der Autonomen Gemeinschaft Kastilien-León. Neben dem gleichnamigen Hauptort Santoyo gehört die Ortschaft Santiago de Val zur Gemeinde. 

## Lage und Klima
Santoyo liegt in der Region Tierra de Campos auf der kastilischen Hochebene in einer Höhe von ca. 780 m. Die Provinzhauptstadt Palencia befindet sich mit ihrem Stadtzentrum etwa 27 Kilometer (Fahrtstrecke) südsüdwestlich.
Das Klima im Winter ist durchaus kalt, im Sommer dagegen warm bis heiß; die eher spärlichen Regenfälle (ca. 530 mm/Jahr) fallen überwiegend im Winterhalbjahr.

## Bevölkerungsentwicklung
| Jahr      | 1970 | 1981 | 1991 | 2001 | 2011 | 2021 |
| Einwohner | 494  | 381  | 329  | 287  | 236  | 188  |

## Sehenswürdigkeiten
- Johannes-der-Täufer-Kirche in Santoyo
- Jakobuskirche in Santiago de Val
- Marienkapelle
- Gerichtssäule

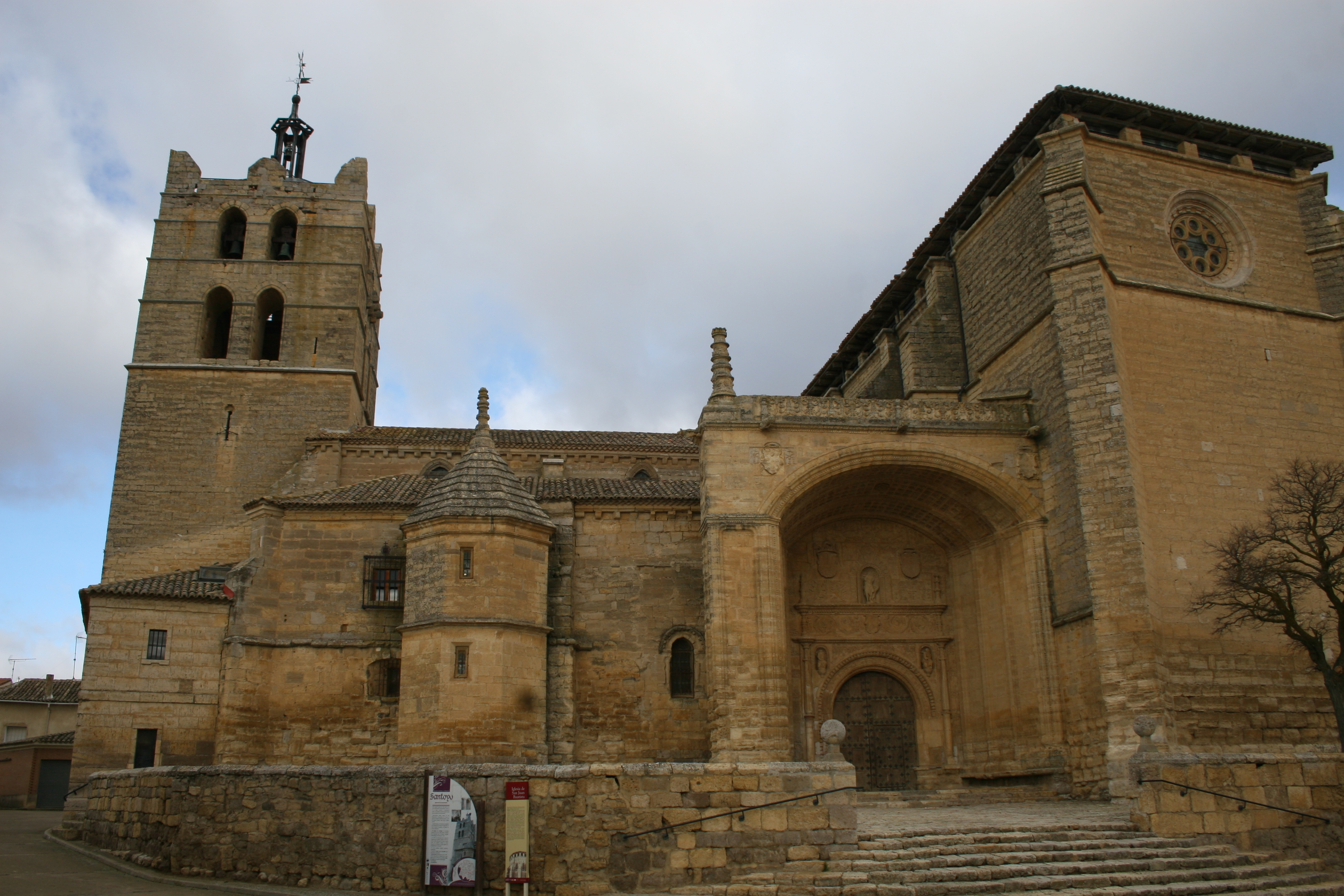
Johannes-der-Täufer-Kirche
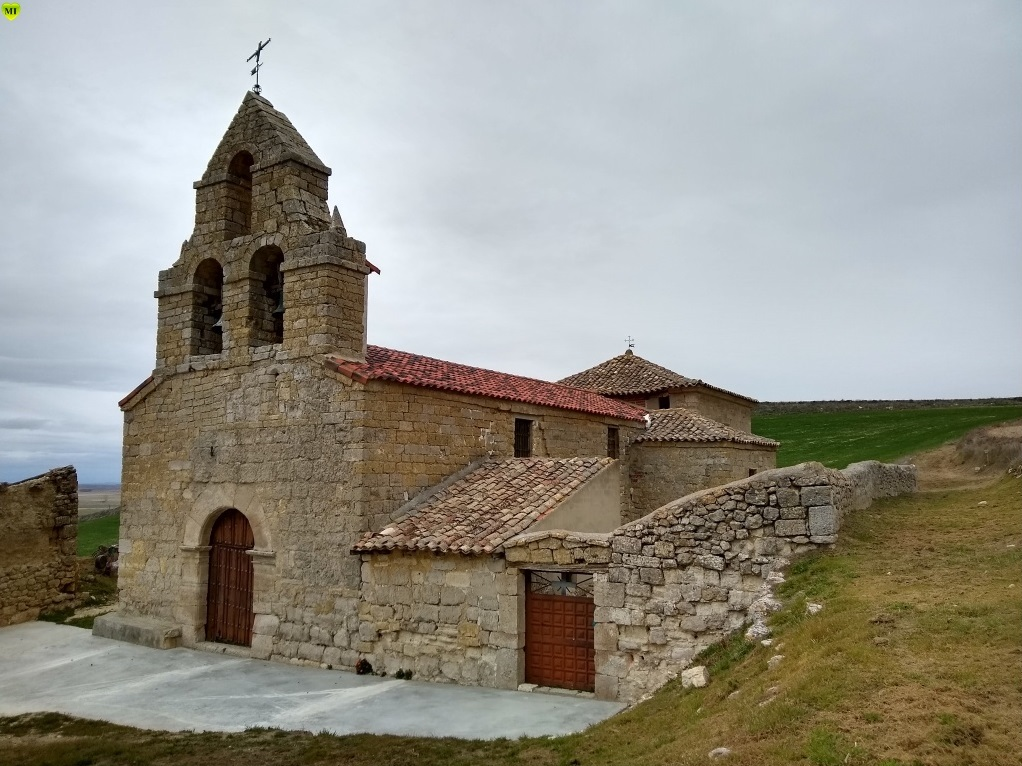
Jakobuskirche
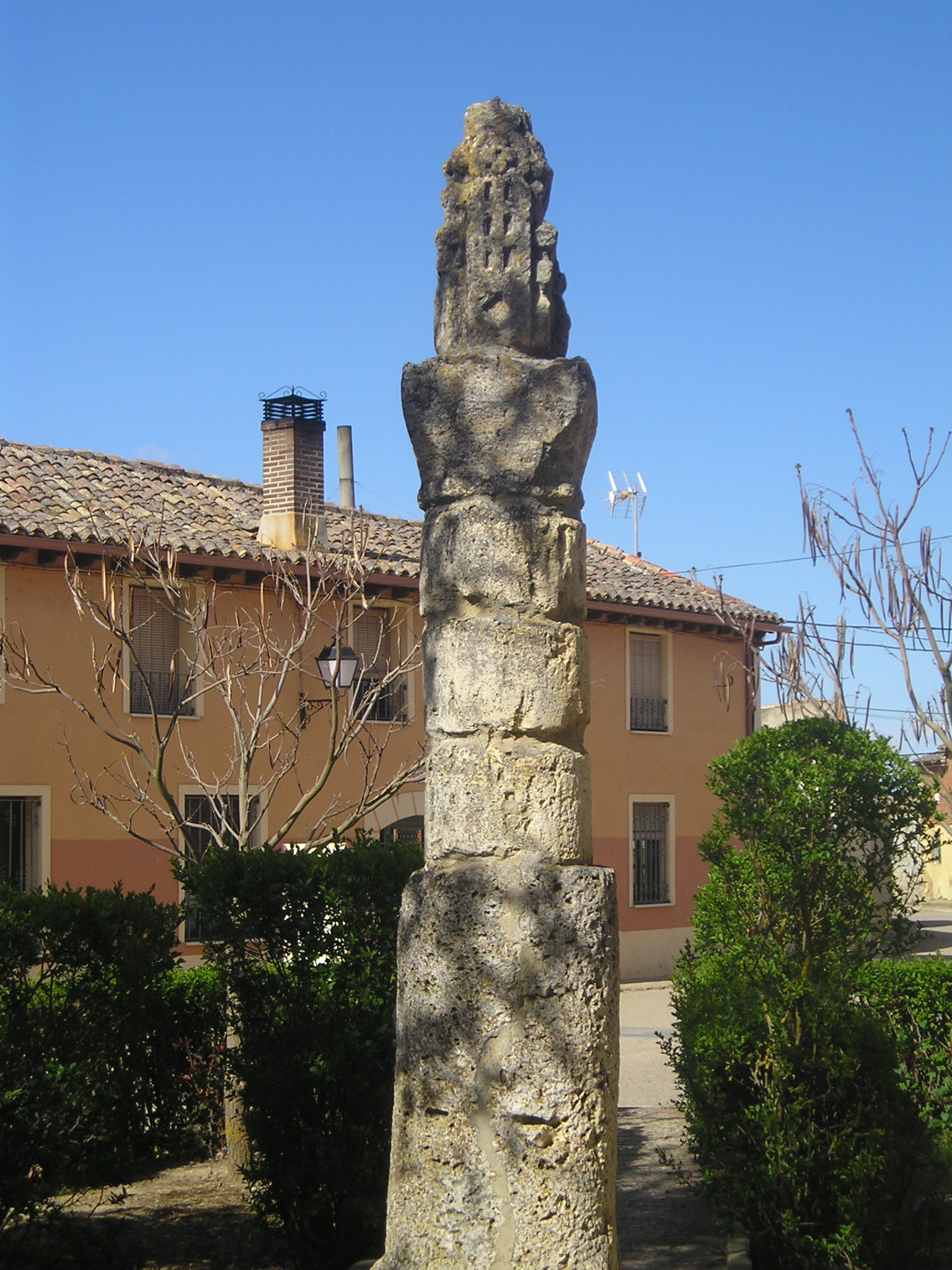
Gerichtssäule